# Lise Bourgault
Pour l’article homonyme, voir Bourgault.
Lise Bourgault (née le 5 juin 1950) est une agente immobilière et femme politique fédérale du Québec.

## Biographie
Née à Saint-Pamphile dans la région de Chaudière-Appalaches, Lise Bourgault devint députée du Parti progressiste-conservateur dans la circonscription d'Argenteuil—Papineau en 1984. Réélue en lors en 1988, elle perdit son siège en 1993 face au candidat bloquiste Maurice Dumas. Elle tenta de refaire le saut en politique fédérale en tant que candidate libérale lors des élections de 2000, mais fut à nouveau défaite par une faible marge, cette fois face au bloquiste Mario Laframboise. De 2003 à 2009, elle fut mairesse de la ville de Brownsburg-Chatham dans les Laurentides.
Durant sa carrière parlementaire, elle fut secrétaire parlementaire du ministre de la Consommation et des corporations de 1987 à 1988, du ministre des Consommateurs et des Sociétés de 1988 à 1989, du ministre de la Santé nationale et du Bien-être social de 1989 à 1991 et du ministre des Approvisionnements et des Services en 1991. Elle siège au conseil d’administration de Mélaric depuis 2010 et a été élue présidente du conseil en août 2013.